# Pogo (músico electrónico)
Christopher Nicholas Bertke (Ciudad del Cabo, Sudáfrica, 26 de julio de 1988), más conocido por su nombre artístico Pogo, es un artista de música electrónica proveniente de Perth, Australia Occidental. Su trabajo consiste en registrar algunos sonidos de películas o escenas específicas que luego junta, formando una secuencia de sonidos que constituyen una nueva pieza musical.

## Música
La famosa canción titulada por Bertke como " Alice", una composición de sonidos basada en la película Alicia en el País de las Maravillas de Walt Disney, fue la que dio al artista la oportunidad de ser conocido a través de la red de vídeos: YouTube. Participó, además, en un proyecto apoyado por Disney / Pixar para producir una canción llamada "UPular" basada en la película Up. Desde entonces, Pogo ha producido muchas más mezclas conocidas como, por ejemplo, "Toyz Noize" o "Buzzwing", basadas en la película Toy Story.
A pesar de que su fama se debe a YouTube, Pogo también tiene una página web (www.pogomix.net) en donde están disponibles para descargar muchas de sus composiciones. Pogo ha producido pistas basadas en películas como Mary Poppins, Blancanieves y los siete enanitos, Harry Potter, Merlín el Encantador, Chitty Chitty Bang Bang, El jardín secreto, El Rey y yo, Hook, Toy Story, Un mundo de fantasía, Terminator 2: el juicio final o El Señor de los Anillos.
Cuando Bertke lanzó la canción "Bangarang", con imágenes y muestras de sonido de la película Hook, de Steven Spielberg, el video fue retirado de YouTube tras las denuncias presentadas por Sony Pictures Entertainment. La desaparición del vídeo obligó a varios usuarios de YouTube a subir sus propias versiones en señal de protesta. Finalmente, el vídeo regresó.

### Canciones inéditas
Una serie de pistas escuchadas en los shows en vivo del artista, compuestas por encargo y a propiedad de Disney son, hasta la fecha, inéditas para público en general.
Una de ellas es "Ariel", un remix de La Sirenita, que fue sugerido para ser lanzado por Disney para celebrar el lanzamiento de la película en formato Blu-ray.
También ha habido varias peticiones de los fanes creadas en un intento de presionar a Disney para que lanzara "Swashbuckle", un remix de Piratas del Caribe. Sin embargo, en septiembre de 2011, Pogo facilitó por Twitter las condiciones para la obtención de derechos para lanzar públicamente "Swashbuckle". Pogo tuvo que dar la negativa a sus fanes por ser un proceso demasiado complejo y caro, por lo que estas peticiones acabaron siendo un fracaso.

## Vida personal
En su gira de septiembre de 2011 en EE. UU., Pogo fue arrestado y puesto bajo custodia durante tres semanas debido a la falta de una visa de trabajo adecuada para su gira musical, lo cual estuvo prohibido de entrar a los Estados Unidos durante un período impuesto de 10 años de duración.

## Discografía

### Álbumes
- 2010: Texturebox
- 2011: Wonderpuff
- 2013: Forgotten Fudge
- 2014: Star Charts
- 2015: Kindred Shadows
- 2016: Weightless
- 2018: Acend
- 2018: Quantum Field
- 2020: Unity
- 2020: Valley of Shadow
- 2020: Cultures
- 2022: Cosmoluxe

### EP
- 2007: Wonderland
- 2008: Table Scraps
- 2009: Weave and Wish
- 2010: Deeper Down The Rabbit Hole
- 2011: Broken Beats
- 2014: Fluctuate (enero)
- 2014: Perfect Chaos (mayo)
- 2014: Younghood (junio)

### Videografía
| Título                                  | Estreno                  | Película |  |
| --------------------------------------- | ------------------------ | --- |  |
| Alice                                   | 18 de julio de 2007      | Alicia en el País de las Maravillas |  |
| Anna                                    | 14 de noviembre de 2007  | El Rey y yo |  |
| SplurgenShitter                         | 2 de mayo de 2008        | |  |
| Alohamora                               | 21 de marzo de 2009      | Harry Potter y la Piedra Filosofal y Harry Potter y la Cámara Secreta                                                                                      |  |
| White Magic                             | 22 de marzo de 2009      | Merlín el Encantador |  |
| Expialidocious                          | 24 de mayo de 2009       | Mary Poppins |  |
| Mary's Magic                            | 11 de junio de 2009      | El jardín secreto |  |
| Scrumdiddlyumptious                     | 30 de junio de 2009      | Un mundo de fantasía |  |
| Bangarang                               | 30 de agosto de 2009     | Hook |  |
| Upular                                  | 25 de diciembre de 2009  | Up |  |
| Skynet Symphonic                        | 10 de enero de 2010      | Terminator 2: el juicio final |  |
| Gardyn                                  | 8 de mayo de 2010        | |  |
| Toyz Noize                              | 5 de junio de 2010       | Toy Story |  |
| Buzzwing                                | 17 de junio de 2010      | Toy Story |  |
| Crimson                                 | 14 de octubre de 2010    | Dexter |  |
| Wishery                                 | 4 de noviembre de 2010   | Blancanieves y los siete enanitos |  |
| Whisperlude                             | 4 de diciembre de 2010   | La princesita |  |
| Joburg Jam                              | 1 de enero de 2011       | |  |
| Murmurs of Middle-earth                 | 19 de marzo de 2011      | El Señor de los Anillos |  |
| Living Island                           | 21 de abril de 2011      | H.R. Pufnstuf |  |
| Bloom                                   | 22 de junio de 2011      | Blancanieves y los siete enanitos, La Cenicienta, Alicia en el País de las Maravillas, Peter Pan, La bella durmiente, Mary Poppins, La sirenita, y Aladdín |  |
| Mellow Brick Road                       | 26 de junio de 2011      | El mago de Oz |  |
| Zoo Zoo                                 | 3 de octubre de 2011     | Mighty Boosh |  |
| Davyd                                   | 10 de noviembre de 2011  | Inteligencia Artificial |  |
| Kadinchey                               | 5 de diciembre de 2011   | |  |
| Perthection                             | 12 de diciembre de 2011  | |  |
| Jaaam                                   | 13 de enero de 2012      | El príncipe de Bel-Air |  |
| Eleven                                  | 25 de febrero de 2012    | |  |
| Sugarella                               | 3 de abril de 2012       | La Cenicienta |  |
| Boo Bass                                | 3 de abril de 2012       | Monsters, Inc. |  |
| Lead Breakfast                          | 20 de junio de 2012      | Pulp Fiction |  |
| Wizard of Meh                           | 11 de agosto de 2012     | El mago de Oz |  |
| Vasna                                   | 11 de agosto de 2012     | |  |
| Scoobystep ('Big Top Scooby-Doo' Remix) | 9 de septiembre de 2012  | Scooby-Doo |  |
| Catchatronic                            | 16 de septiembre de 2013 | Pokémon |  |
| Aye Aye                                 | 20 de septiembre de 2013 | K-On! |  |
| Muppet Mash                             | 26 de septiembre de 2013 | Sesame Street |  |
| J'adore Juin                            | 5 de octubre de 2013     | The Apartment |  |
| I Want...                               | 10 de febrero de 2014    | Willy Wonka & the Chocolate Factory |  |
| Nicey Nicey                             | 17 de febrero de 2014    | The Mighty Boosh |  |
| Perth Milks It                          | 18 de mayo de 2014       | |  |
| Time Machine – con Skye]                | 18 de mayo de 2014       | Back to the Future |  |
| Vision – con John Sean                  | 26 de junio de 2014      | |  |
| G'Day G'Day (Whatslively in Sydney)     | 17 de julio de 2014      | |  |
| The Trouble – featuring Jeesh           | 18 de septiembre de 2014 | Dumbo, Alicia en el país de las maravillas, Peter Pan, Mary Poppins, La sirenita, y Aladdín                                                                |  |
| Hermione Mix – featuring Jeesh          | 29 de septiembre de 2014 | Harry Potter y la piedra filosofal, Harry Potter y la cámara secreta, y Harry Potter y el prisionero de Azkaban                                            |  |
| Psycho Soup                             | 17 de octubre de 2014    | Borderlands |  |